# Кандидат за кључ
У релационом моделу, кандидат за кључ неке релације је скуп атрибута те релације, такав да 
- (1) за дату релацију увек важи да не постоје две различите врсте (као врсте табеле) релације, такве да су им вредности кандидата за кључ једнаке, и
- (2) не постоји прави подскуп за који (1) важи.

Како је суперкључ дефинисан као скуп атрибута за које важи (1), можемо такође да дефинишемо кандидата за кључ као минимални суперкључ, то јест, суперкључ који нема прави подскуп који је такође суперкључ.

## Пример
Следи пример релационог кандидата за кључ.
Дефиниција кандидата за кључ се може илустровати следећим (апстрактним) примером. Посматрајмо релацију R са атрибутима (A, B, C, D), која може да има само две следеће вредности r1 и r2:
| A  | B  | C  | D  |
| -- | -- | -- | -- |
| a1 | b1 | c1 | d1 |
| a1 | b2 | c2 | d1 |
| a2 | b1 | c2 | d1 |

| A  | B  | C  | D  |
| -- | -- | -- | -- |
| a1 | b1 | c1 | d1 |
| a1 | b2 | c2 | d1 |
| a1 | b1 | c2 | d2 |

}-
Овде се r2 разликује од r1 само у вредностима A и D у последњој врсти.
За  следећи скупови имају својство јединственсоти, то јест, не постоје две врсте у тој инстанци релације са истим вредностима за атрибуте у том скупу:
За  следећи скупови имају својство јединствености;
Како су суперкључеви релације они скупови атрибута који имају својство јединствености за све дозвољене вредности релације, и пошто претпостављамо да су r1 и r2 једине (све) дозвољене вредности релације R, можемо одредити скуп суперкључева R проналажењем пресека два списка:
Коначно, узимамо оне скупове који у овом списку немају праве подскупове. То су у овом случају:
Они су кандидати за кључ релације R.